# Mynt- och sedelserier
Mynt- och sedelserier är de sätt varpå olika valutors betalningsmedel delas upp i olika valörer för att kombineras som betalning för alla möjliga belopp. 
Sveriges mynt- och sedelserie regleras i Lag (1988:1385) om Sveriges riksbank och har mynt av valörerna 1 kr, 2 kr, 5 kr och 10 kr samt sedlar av valörerna 20 kr, 50 kr, 100 kr, 200 kr, 500 kr och 1000 kr. Det motsvarar en "1-, 2-, 5-serie". Det kan noteras att 2-kronor som tillverkades mellan 1876 och 1971 i praktiken inte användes efter 1971 men var giltiga som betalmedel fram till och med den 30 juni 2017.
I juni 2010 beslutade riksdagen på Riksbankens förslag att komplettera den svenska mynt- och sedelserien med en 2-krona och en 200-kronorssedel. Hela mynt- och sedelserien ska förnyas och ändringarna skulle vara genomförda omkring 2015–2016. I och med detta kommer den svenska mynt- och sedelserien att vara en ren "1-, 2-, 5-serie" mellan 1 och 1 000 kr.

## Vanligt förekommande serier och motiv till val av serie
De vanligaste mynt- och sedelserierna är "1-, 5-serien", "1-, 2-, 5-serie" och "1-, 2,5-, 5-serien". Många mynt- och sedelserier är dock likt den svenska inte konsekventa. Mynt och sedlar med valörer baserade på 3 och 4 är mycket ovanliga men förekommer. Förr var det också vanligt med icke-decimala mynt- och sedelserier. Hur en mynt- och sedelserie konstrueras eller varför en viss serie väljs, beror på flera faktorer. Först och främst ska alla olika belopp kunna uttryckas genom kombinationer av de olika valörerna. Det minsta myntet blir avgörande för noggrannheten. Logiska steg med återkommande intervaller är också önskvärt. Att både valörerna 20 och 25 mellan valörer på 10 och 50 förekommer möjligtvis endast vid byte av serie. Handeln önskar ej för många olika valörer då det skapar behov av större kassalådor med fler fack. Allmänheten vill inte bära på många mynt som blir tunga i fickor och väskor samtidigt som mynt håller mycket bättre än sedlar. Detta påverkar gränsen mellan mynt och sedlar då nästan alla serier har mynt i lägre valörer och sedlar i högre.  Andra motiv som kan förekomma för att införa eller ta bort en valör kan vara motivet på valören ifråga. En ny ledare kan vilja få sin egen bild på en helt ny valör eller vilja ta bort ett oönskat motiv och gör det genom att förklara valören ifråga som ogiltig. Allt detta ska också ske till en så låg kostnad som möjligt. Fler olika mynt och sedlar medför högre kostnader.

## Positiva och negativa effekter på serier
I områden där man använder "1-, 5-serien" blir i regel de valörer som baseras på 1 vanligast. Detta faller sig naturligt eftersom det krävs fem mynt- eller sedlar baserade på 1 för att växla mot nästa högre valör baserad på 5, medan det bara krävs två stycken baserade på 5 för att växla mot nästa högre valör baserad på 1 (10). Jämför med att fem enkronor motsvarar en femma medan bara två femmor motsvarar en tia. Skjuter man in ett mynt eller en sedel baserad på 2 i en sådan serie så avlastas både myntet eller sedeln baserad på 1 och 5. Problem som då uppstår är att även valörer baserade på 1 då bara blir halva nästa valör och att valörer baserade på 2 inte går jämnt upp i nästa valör utan kräver andra lägre valörer. Detta skapar fler möjliga mynt- och sedelkombinationer för att uttrycka samma belopp vilket både kan ha positiva och negativa effekter, men kräver mer matematisk förståelse vid snabb och effektiv växelhantering än den breda allmänheten har.

## 1-, 5-, 20-, 100-serien
"1-, 5-, 20-, 100-serien", med faktorer på 4 eller 5 mellan varje valör, medför att alla valörer blir meningsfulla och vanliga. Ingen valör kan växlas bara genom att dubbleras och ingen valör går ojämnt upp i nästa högre valör. Kassalådor behöver inte innehålla så många fack men dessa kan istället behöva vara lite större, då något fler mynt och sedlar krävs och mer växel går åt. Serien är ovanlig.